# فايتيفيل (جورجيا)
فايتيفيل (بالإنجليزية: Fayetteville, Georgia)‏ هي مدينة تقع في مقاطعة فاييت، جورجيا بولاية جورجيا في الولايات المتحدة. تبلغ مساحة هذه المدينة 25.8 (كم²)، وترتفع عن سطح البحر 310 م، بلغ عدد سكانها 15945 نسمة في عام 2010 حسب إحصاء مكتب تعداد الولايات المتحدة.

## أعلام
- مايك هيلتون
- غريغ لويد جونيور
- سام مارتن
- براندون بويكن
- كريس بنوا
- جون والر
- نانسي بنوا
- جون جي. يوسوك

## وصلات خارجية
- www.fayetteville-ga.gov
- Cities & Counties - Georgia.gov